# Open de Suisse (badminton)
L'Open de Suisse, ou Yonex Swiss Open, est un tournoi de badminton annuel qui se déroule à Bâle, en Suisse. L'Open fut créé en 1955 et fut classé de 2007 à 2010 Super Series, soit l'un des plus grands tournois internationaux.

## Histoire
En 1991, un groupe de passionnés de badminton veut sauver l’Open de Suisse. Pour cela, ils se rendent à la Halle Saint-Jacques, à Bâle, et organisent un tournoi « Grand Prix » avec une dotation de 15 000 $.
Durant les années qui suivent, le tournoi se développe considérablement et commence à attirer les meilleurs joueurs de badminton du monde entier.
En 2006, l’équipementier sportif américain Wilson devient le partenaire officiel de l’Open de Suisse dont le nom devient Wilson Swiss Open. L’entrée du fabricant d’équipements sportifs marque la hausse de la dotation qui s’élève à 200 000 $. Bâle devient donc le lieu d’une compétition de badminton qui est mieux dotée que les Jeux olympiques et les Championnats du monde.
Un an plus tard, le Wilson Swiss Open se transforme en un tournoi Super Series, le circuit professionnel de la BWF regroupant les meilleurs tournois.
À partir de 2007, le « Top 5 » des meilleur(e)s joueur(euse)s de badminton vient au rendez-vous. Plus de 20 000 spectateurs viennent suivre la manifestation à Bâle durant le tournoi et les tribunes peuvent désormais accueillir 5 000 personnes.
Le tournoi bat des records d’audiences avec plus de 250 millions de foyers recensés à travers le monde. Le tournoi devient très populaire et est diffusé sur plus de 25 chaînes de télévision dont de nombreuses asiatiques.
L’année 2010 célèbre les 20 ans du tournoi.
Cette année-là, l'Open de Bâle apprend qu'il perd son statut de tournoi Super Series la saison suivante pour devenir Grand Prix Gold.
En 2018, il intègre la catégorie des tournois Super 300 dans le nouveau circuit BWF World Tour, soit le 5e niveau de la hiérarchie des tournois internationaux.

## Résultats
| Année                    | Simple hommes                                                  | Simple dames                                                   | Double hommes                                                  | Double dames                                                   | Double mixte                                                   |
| ------------------------ | -------------------------------------------------------------- | -------------------------------------------------------------- | -------------------------------------------------------------- | -------------------------------------------------------------- | -------------------------------------------------------------- |
| BWF World Tour Super 300 |                                                                |                                                                |                                                                |                                                                |                                                                |
| 2025                     | Weng Hongyang (en)                                             | Chen Yufei                                                     | Kittinupong Kedren (en) Dechapol Puavaranukroh (en)            | Jia Yifan Zhang Shuxian (en)                                   | Feng Yanzhe Wei Yaxin (en)                                     |
| 2024                     | Lin Chun-yi (en)                                               | Carolina Marín                                                 | Ben Lane (en) Sean Vendy (en)                                  | Lanny Tria Mayasari Ribka Sugiarto                             | Goh Soon Huat (en) Shevon Jemie Lai (en)                       |
| 2023                     | Koki Watanabe (en)                                             | Pornpawee Chochuwong (en)                                      | Satwiksairaj Rankireddy (en) Chirag Shetty (en)                | Rena Miyaura Ayako Sakuramoto (en)                             | Jiang Zhenbang Wei Yaxin                                       |
| 2022                     | Jonatan Christie                                               | P. V. Sindhu                                                   | Fajar Alfian Muhammad Rian Ardianto                            | Gabriela Stoeva (en) Stefani Stoeva (en)                       | Mark Lamsfuß Isabel Lohau (en)                                 |
| 2021                     | Viktor Axelsen                                                 | Carolina Marín                                                 | Kim Astrup Anders Skaarup Rasmussen (en)                       | Pearly Tan (en) Thinaah Muralitharan (en)                      | Thom Gicquel Delphine Delrue                                   |
| 2020,                    | Édition annulée en raison de la pandémie de Covid-19 en Suisse | Édition annulée en raison de la pandémie de Covid-19 en Suisse | Édition annulée en raison de la pandémie de Covid-19 en Suisse | Édition annulée en raison de la pandémie de Covid-19 en Suisse | Édition annulée en raison de la pandémie de Covid-19 en Suisse |
| 2019                     | Shi Yuqi                                                       | Chen Yufei                                                     | Fajar Alfian Muhammad Rian Ardianto                            | Chang Ye-na (en) Jung Kyung-eun                                | Mathias Bay-Smidt Rikke Søby Hansen                            |
| 2018                     | Sameer Verma                                                   | Sayaka Takahashi (en)                                          | Mathias Boe Carsten Mogensen                                   | Ayako Sakuramoto Yukiko Takahata                               | Mark Lamsfuß Isabel Herttrich                                  |
| BWF Grand Prix Gold      |                                                                |                                                                |                                                                |                                                                |                                                                |
| 2017                     | Lin Dan                                                        | Chen Xiaoxin                                                   | Chai Biao Hong Wei (en)                                        | Chen Qingchen Jia Yifan                                        | Dechapol Puavaranukroh Sapsiree Taerattanachai (en)            |
| 2016                     | H.S. Prannoy                                                   | He Bingjiao                                                    | Kim Astrup Anders Skaarup Rasmussen                            | Shizuka Matsuo Mami Naito                                      | Wang Yilyu Chen Qingchen                                       |
| 2015                     | Srikanth Kidambi                                               | Sun Yu                                                         | Cai Yun Lu Kai                                                 | Bao Yixin Tang Yuanting                                        | Lu Kai Huang Yaqiong                                           |
| 2014                     | Viktor Axelsen                                                 | Wang Yihan                                                     | Chai Biao Hong Wei                                             | Bao Yixin Tang Jinhua                                          | Chris Adcock Gabrielle Adcock                                  |
| 2013                     | Wang Zhengming                                                 | Wang Shixian                                                   | Chai Biao Hong Wei                                             | Jung Kyung-eun Kim Ha-na                                       | Joachim Fischer Nielsen Christinna Pedersen                    |
| 2012                     | Chen Jin                                                       | Saina Nehwal                                                   | Naoki Kawamae Shōji Satō                                       | Xia Huan Tang Jinhua                                           | Tontowi Ahmad Lilyana Natsir                                   |
| 2011                     | Park Sung-hwan                                                 | Saina Nehwal                                                   | Ko Sung-hyun Yoo Yeon-seong                                    | Ha Jung-eun Kim Min-jung                                       | Joachim Fischer Nielsen Christinna Pedersen                    |
| BWF Super Series         |                                                                |                                                                |                                                                |                                                                |                                                                |
| 2010                     | Chen Jin                                                       | Wang Shixian                                                   | Ko Sung-hyun Yoo Yeon-seong                                    | Tian Qing Yu Yang                                              | Lee Yong-dae Lee Hyo-jung                                      |
| 2009                     | Lee Chong Wei                                                  | Wang Yihan                                                     | Koo Kien Keat Tan Boon Heong                                   | Du Jing Yu Yang                                                | Zheng Bo Ma Jin                                                |
| 2008                     | Lin Dan                                                        | Xie Xingfang                                                   | Jung Jae-sung Lee Yong-dae                                     | Yang Wei Zhang Jiewen                                          | He Hanbin Yu Yang                                              |
| 2007                     | Chen Jin                                                       | Zhang Ning                                                     | Koo Kien Keat Tan Boon Heong                                   | Zhao Tingting Yang Wei                                         | Lee Yong-dae Lee Hyo-jung                                      |
| IBF World Grand Prix     |                                                                |                                                                |                                                                |                                                                |                                                                |
| 2006                     | Lee Chong Wei                                                  | Xu Huaiwen                                                     | Chan Chong Ming Koo Kien Keat                                  | Du Jing Yu Yang                                                | Nathan Robertson Gail Emms                                     |
| 2005                     | Muhammad Hafiz Hashim                                          | Hongyan Pi                                                     | Candra Wijaya Sigit Budiarto                                   | Lee Kyung-won Lee Hyo-jung                                     | Nathan Robertson Gail Emms                                     |
| 2004                     | Lin Dan                                                        | Gong Ruina                                                     | Cai Yun Fu Haifeng                                             | Gao Ling Huang Sui                                             | Kim Dong-moon Ra Kyung-min                                     |
| 2003                     | Lee Hyun-il                                                    | Zhang Ning                                                     | Flandy Limpele Eng Hian                                        | Yang Wei Zhang Jiewen                                          | Jens Eriksen Mette Schjoldager                                 |
| 2002                     | Marleve Mainaky                                                | Mia Audina Tjiptawan                                           | Lee Dong-soo Yoo Yong-sung                                     | Lee Kyung-won Ra Kyung-min                                     | Kim Dong-moon Ra Kyung-min                                     |
| 2001                     | Roslin Hashim                                                  | Hongyan Pi                                                     | Michael Søgaard Jim Laugesen                                   | Lee Kyung-won Ra Kyung-min                                     | Jens Eriksen Mette Schjoldager                                 |
| 2000                     | Xia Xuanze                                                     | Dai Yun                                                        | Ha Tae-kwon Kim Dong-moon                                      | Qin Yiyuan Gao Ling                                            | Kim Dong-moon Ra Kyung-min                                     |
| 1999                     | Fung Permadi                                                   | Cindana Hartono Kusuma                                         | Jens Eriksen Jesper Larsen                                     | Mette Sorensen Rikke Olsen                                     | Simon Archer Joanne Goode                                      |
| 1998                     | Peter Gade                                                     | Camilla Martin                                                 | Zhang Wei Zhang Jun                                            | Ge Fei Gu Jun                                                  | Michael Søgaard Rikke Olsen                                    |
| 1997                     | Dong Jiong                                                     | Camilla Martin                                                 | Lee Dong-soo Yoo Yong-sung                                     | Ge Fei Gu Jun                                                  | Liu Yong Ge Fei                                                |
| 1996                     | Poul-Erik Høyer Larsen                                         | Camilla Martin                                                 | Jon Holst-Christensen Thomas Lund                              | Lisbet Stuer-Lauridsen Marlene Thomsen                         | Jan-Eric Antonsson Astrid Crabo                                |
| 1995                     | Jens Olsson                                                    | Camilla Martin                                                 | Jon Holst-Christensen Thomas Lund                              | Helene Kirkegaard Rikke Olsen                                  | Thomas Lund Marlene Thomsen                                    |
| 1994                     | Thomas Stuer-Lauridsen                                         | Camilla Martin                                                 | Pär-Gunnar Jönsson Peter Axelsson                              | Lotte Olsen Lisbet Stuer-Lauridsen                             | Peter Axelsson Marlene Thomsen                                 |
| 1993                     | Fung Permadi                                                   | Yuliani Santoso                                                | Pär-Gunnar Jönsson Peter Axelsson                              | Gillian Clark Joanne Wright                                    | Pär-Gunnar Jönsson Maria Bengtsson                             |
| 1992                     | Joko Suprianto                                                 | Astrid van der Knaap                                           | Jan Eric Antonsson Stellan Osterberg                           | Maria Bengtsson Catrine Bengtsson                              | Mikael Rosen Maria Bengtsson                                   |
| 1991                     | Pär-Gunnar Jönnson                                             | Elena Rybkina                                                  | Pär-Gunnar Jönsson Stellan Osterberg                           | Katrin Schmitt K. Ubben                                        | Michael Keck Anne-Katrin Seid                                  |
| 1990                     | Michael Keck                                                   | Diana Koleva                                                   | Stefan Frey Stephan Kuhl                                       | Monika Cassens Petra Michalowsky                               | Bernd Schwitzgebel Petra Michalowsky                           |
| 1989                     | Liu Zhieng                                                     | Tang Jiuhong                                                   | Ong Beng Teong Cheah Soon Kit                                  | Huang Hua Tang Jiuhong                                         | Kim Moon-soo Chung So-young                                    |
| 1988                     | Kwan Yoke Meng                                                 | Christine Skropke                                              | Ong Beng Teong Cheah Soon Kit                                  | Paula Rip-Kloet Maaike de Boer                                 | Ralf Rausch Christine Skropke                                  |
| 1987                     | Philip Sutton                                                  | Astrid van der Knaap                                           | Billy Gilliland Andy Goode                                     | Katrin Schmidt Heidemarie Krickhaus                            | Alex Meijer Monique Hoogland                                   |
| 1986                     | Chris Jogis                                                    | Monique Hoogland                                               | Ronny Michels Hendrik Rozemeijer                               | Monique Hoogland Paula Kloet                                   | Alex Meijer Paula Kloet                                        |
| 1985                     | Vitaliy Shmakov                                                | Tatyana Litvinenko                                             | Rolf Rüsseler Volker Eiber                                     | Tatyana Litvinenko Elena Rybkina                               | Vitaliy Shmakov Elena Rybkina                                  |
| 1984                     | Uwe Scherpen                                                   | Liselotte Blumer                                               | Rolf Rüsseler Volker Eiber                                     | Monique Hoogland Erica van Dijk                                | Michael Fischedick Susanne Altmann                             |
| 1983                     | Sompol Kukasemkij                                              | Eline Coene                                                    | Frank van Dongen Ivan Kristanto                                | Eline Coene Jeanette van Driel                                 | Bas von Barnau Sijthoff Jeanette van Driel                     |
| 1982                     | Michal Malý                                                    | Eline Coene                                                    | Bas von Barnau Sijthoff Ed Romeijn                             | Paula Kloet Grace Kakiay                                       | Guus van der Vlught Paula Kloet                                |
| 1981                     | Rob Ridder                                                     | Liselotte Blumer                                               | Kenn H. Nielsen Jens Peter Nierhoff                            | Susanne Ejlertsen Liselotte Gøttsche                           | Rob Ridder Marjan Ridder                                       |
| 1980                     | Bernd Wessels                                                  | Liselotte Blumer                                               | Bernd Wessels Gunther Bludau                                   | Lone Smidt Nielsen Lisbeth Lauridsen                           | Per Nygaard Bente Terkelsen                                    |
| 1979                     | Liao Kun-fu                                                    | Liselotte Blumer                                               | Gerd Kattau Olaf Rosenow                                       | Pia Nielsen Jette Boyer                                        | Peter Holm Pia Nielsen                                         |
| 1978                     | Pas de tournoi                                                 | Pas de tournoi                                                 | Pas de tournoi                                                 | Pas de tournoi                                                 | Pas de tournoi                                                 |
| 1977                     | Gert Helsholt                                                  | Liselotte Blumer                                               | Peter Holm Hans Olaf Birkholm                                  | Hanke de Kort Inge Rozemeijer                                  | Peter Holm Birthe Ratsach                                      |
| 1976                     | Steen Fladberg                                                 | Yu Yuk-geor                                                    | Claus Andersen Hans Olaf Birkholm                              | Yu Yuk-geor Lim Shou                                           | Hans Olaf Birkholm Birthe Ratsach                              |
| 1975                     | Bjarne Caspersen                                               | Liselotte Blumer                                               | William Kerr Kenneth Parsons                                   | Tonny Pannemans Ann Parsons                                    | Kenneth Parsons Ann Parsons                                    |
| 1974                     | Roy Díaz González                                              | Barbara Lord                                                   | Ricardo Jaramillo Jorge Palazuelos                             | Barbara Lord Deirdre Tyghe                                     | Roy Díaz González Deirdre Tyghe                                |
| 1973 1972                | Pas de tournoi                                                 | Pas de tournoi                                                 | Pas de tournoi                                                 | Pas de tournoi                                                 | Pas de tournoi                                                 |
| 1971                     | Torsten Winter                                                 | Josée Carrel                                                   | Torsten Winter Hugo Wilmes                                     | Josée Carrel Mireille Drapel                                   | Torsten Winter Anna Jelmini                                    |
| 1970                     | Roy Díaz González                                              | Ingrid Wieltschnig                                             | Hermann Fröhlich Roy Díaz González                             | Ingrid Wieltschnig June Jacques                                | Hermann Fröhlich Ingrid Wieltschnig                            |
| 1969                     | Hubert Riedo                                                   | Brigitte Potthoff                                              | Kurt Achtleitner Karl Buchart                                  | Brigitte Potthoff June Jacques                                 | Roger Vanmeerbeek June Jacques                                 |
| 1968 1966                | Pas de tournoi                                                 | Pas de tournoi                                                 | Pas de tournoi                                                 | Pas de tournoi                                                 | Pas de tournoi                                                 |
| 1965                     | Tage Nielsen                                                   | Bep Verstoep                                                   | Tage Nielsen Heinz Honegger                                    | Bep Verstoep June Jacques                                      | Bernard Carrel Josée Carrel                                    |
| 1964                     | Tage Nielsen                                                   | June Vander Willigen                                           | Tage Nielsen Heinz Honegger                                    | Bep Verstoep June Vander Willigen                              | Herman Moens Bep Verstoep                                      |
| 1963 1962                | Pas de tournoi                                                 | Pas de tournoi                                                 | Pas de tournoi                                                 | Pas de tournoi                                                 | Pas de tournoi                                                 |
| 1961                     | Ole Mertz                                                      | Tonny Holst-Christensen                                        | Ole Mertz Bjørn Holst-Christensen                              | Pas de tournoi                                                 | Bjørn Holst-Christensen Tonny Holst-Christensen                |
| 1960                     | Erland Kops                                                    | Annette Schmidt                                                | Erland Kops Knud E. Jepsen                                     | Ute Seelbach Irmgard Latz                                      | Erland Kops Annette Schmidt                                    |
| 1959                     | Bengt Albertsen                                                | Pratuang Pattabongse                                           | Bengt Albertsen Arne Rasmussen                                 | Pas de tournoi                                                 | Arne Rasmussen Hannelore Schmidt                               |
| 1958                     | Günter Ropertz                                                 | Julie Charles                                                  | Tom Heden Nish Jamgotch                                        | Pas de tournoi                                                 | Bob Loo Noëlle Ailloud                                         |
| 1957                     | Günter Ropertz                                                 | Hannelore Schmidt                                              | Günter Ropertz Hans Eschweiler                                 | Hannelore Schmidt Gisela Ellermann                             | Kurt Veller Gisela Ellermann                                   |
| 1956                     | David E. L. Choong                                             | Pas de tournoi                                                 | David E. L. Choong L. T. Lee                                   | Pas de tournoi                                                 | Pas de tournoi                                                 |
| 1955                     | David E. L. Choong                                             | E. Müller                                                      | David E. L. Choong L. T. Lee                                   | Pas de tournoi                                                 | Pas de tournoi                                                 |